# Serafino De Tivoli

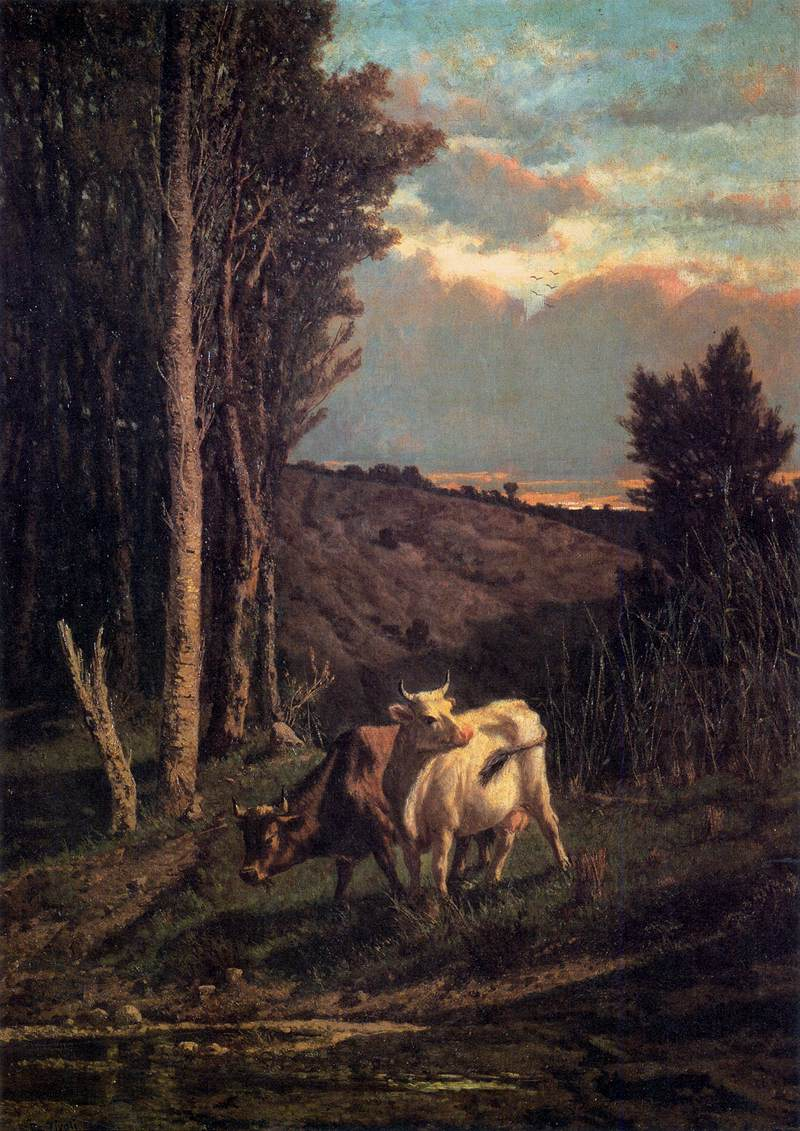
En el pasto, óleo sobre lienzo, 102 x 73 cm, Florencia, Palacio Pitti.

Serafino De Tivoli (Livorno, 22 de febrero de 1825–Florencia, 1 de noviembre de 1892) fue un pintor italiano, adscrito al grupo de los macchiaioli.

## Biografía
Se formó con el pintor de origen húngaro Carlo Marko. En 1848 combatió en la batalla de Curtatone y Montanara (Primera Guerra de la Independencia Italiana) y, en 1849, en la defensa de la República Romana, donde conoció a Nino Costa. Fue uno de los primeros parroquianos del Caffè Michelangiolo, centro de reunión del grupo pictórico de los macchiaioli (en italiano «manchistas» o «manchadores»), surgido en Florencia en 1855 y activo aproximadamente hasta 1870. En su génesis se encontraba el rechazo a la pintura académica y al panorama artístico de la Italia de su época, frente al que defendían una nueva técnica basada en las manchas de color, que según ellos creaban unas «impresiones» espontáneas e inmediatas de la realidad visual. Es por ello que numerosos historiadores los califican de «protoimpresionistas», aunque su estilo enfatiza más la solidez de las formas frente a los efectos lumínicos de los antecesores del impresionismo, al tiempo que su obra tiene un contenido más literario.
En 1855 visitó la Exposición Universal de París con Saverio Altamura, de donde trajo noticias de la escuela de Barbizon, que influyó poderosamente en el grupo. Fue el primero en iniciarse en la técnica manchista, por lo que recibió el apodo de papa della macchia. Sin embargo, desde 1862 empezó a distanciarse de este estilo. Entre 1873 y 1890 vivió en París, donde se relacionó con otros florentinos afincados en la capital francesa, como Vito D'Ancona y Giovanni Boldini. Murió en la indigencia.